# Sedum major
Sedum major är en fetbladsväxtart som först beskrevs av William Botting Hemsley, och fick sitt nu gällande namn av Hisao Migo. Sedum major ingår i Fetknoppssläktet som ingår i familjen fetbladsväxter. Inga underarter finns listade i Catalogue of Life.